# مادة مظلمة باريونية

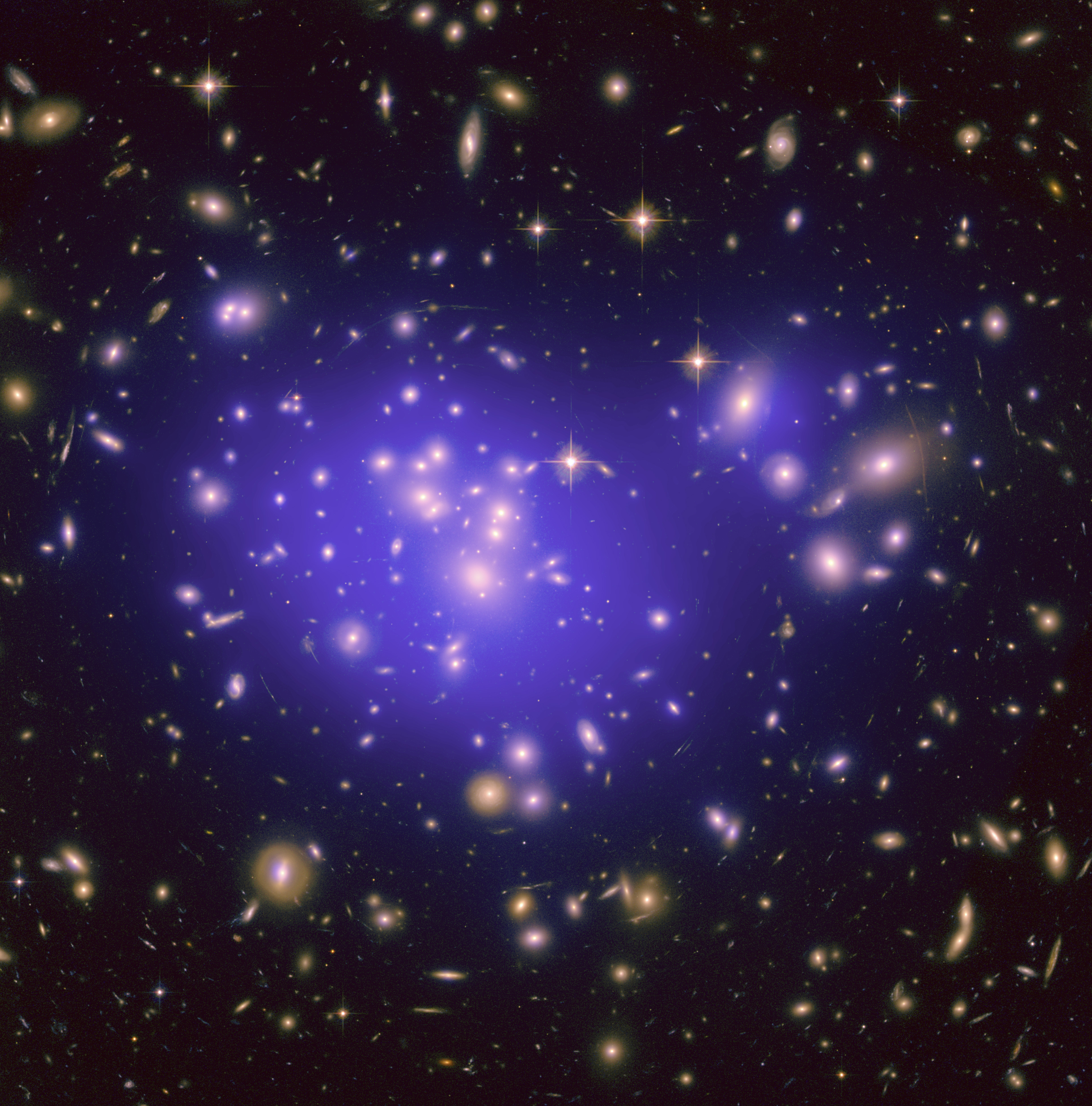
تظهر هذه الصورة كتلة المجرة أبيل 1689، مع التوزيع الشامل للمادة المظلمة في عدسة الجاذبية مضافين (باللون الأرجواني). الكتلة في هذه العدسة تتكون جزئيا من المادة الطبيعية (الباريونية) وجزء من المادة المظلمة. المجرات المشوهة واضحة للعيان حول حواف العدسة الجاذبية. ظهور هذه المجرات المشوهة يعتمد على توزيع المادة في العدسة وعلى الهندسة النسبية للعدسة والمجرات البعيدة، وكذلك على تأثير الطاقة المظلمة على هندسة الكون.

في علم الفلك وعلم الكونيات، المادة المظلمة الباريونية هي المادة المظلمة المكونة من الباريونات. فقط نسبة صغيرة من المادة المظلمة في الكون من المرجح أن تكون باريونية.

## الخصائص
المادة المظلمة الباريونية غير قابلة للكشف عبر الإشعاع المنبعث منها، ولكن وجودها يمكن الاستدلال عليه من الآثار الجاذبية على المادة المرئية. ويتكون هذا الشكل من المادة المظلمة من "باريونات"، جزيئات دون ذرية ثقيلة مثل البروتونات والنيوترونات ومزيج من كليهما، بما في ذلك الذرات العادية غير الباعثة للاشعاعات.

## التواجد
قد توجد المادة المظلمة الباريونية في غاز غير مضيء أو في جرم هالي مضغوط ثقيل - كائنات مكثفة مثل الثقوب السوداء والنجوم النيوترونية والأقزام البيضاء والنجوم الخافتة جدا أو الأجسام غير المضيئة مثل الكواكب والأقزام البنية.